# 돌로레스 모란
돌로레스 모란(Dolores Moran, 1924년 1월 27일 ~ 1982년 2월 5일)은 미국의 배우, 모델이다.

## 출연 작품
- 실버 로드 (1954)
- 카운트 더 아워스 (1953)
- 자니 원 아이 (1950)
- 크리스마스 이브 (1947)
- 위드아웃 레저베이션스 (1946)
- 헐리우드 캔틴 (1944)
- 소유와 무소유 (1944)
- 성조기의 행진 (1942)